# Shumway
Shumway es una villa ubicada en el condado de Effingham, Illinois, Estados Unidos. Según el censo de 2020, tiene una población de 188 habitantes.

## Geografía
La localidad está ubicada en las coordenadas 39°11′0″N 88°39′12″O / 39.18333, -88.65333. Según la Oficina del Censo de los Estados Unidos, Shumway tiene una superficie total de 0.86 km², correspondientes en su totalidad a tierra firme.

## Demografía
Según el censo de 2020, hay 188 personas residiendo en Shumway. La densidad de población es de 218.60 hab./km². El 92.02% de los habitantes son blancos, el 0.53% es asiático y el 7.45% son de una mezcla de razas. Del total de la población, el 2.66% son hispanos o latinos de cualquier raza.